# Trisetum antarcticum
Trisetum antarcticum là một loài thực vật có hoa trong họ Hòa thảo. Loài này được (J.R.Forst.) Trin. miêu tả khoa học đầu tiên năm 1830.